# Embraer E-Jets

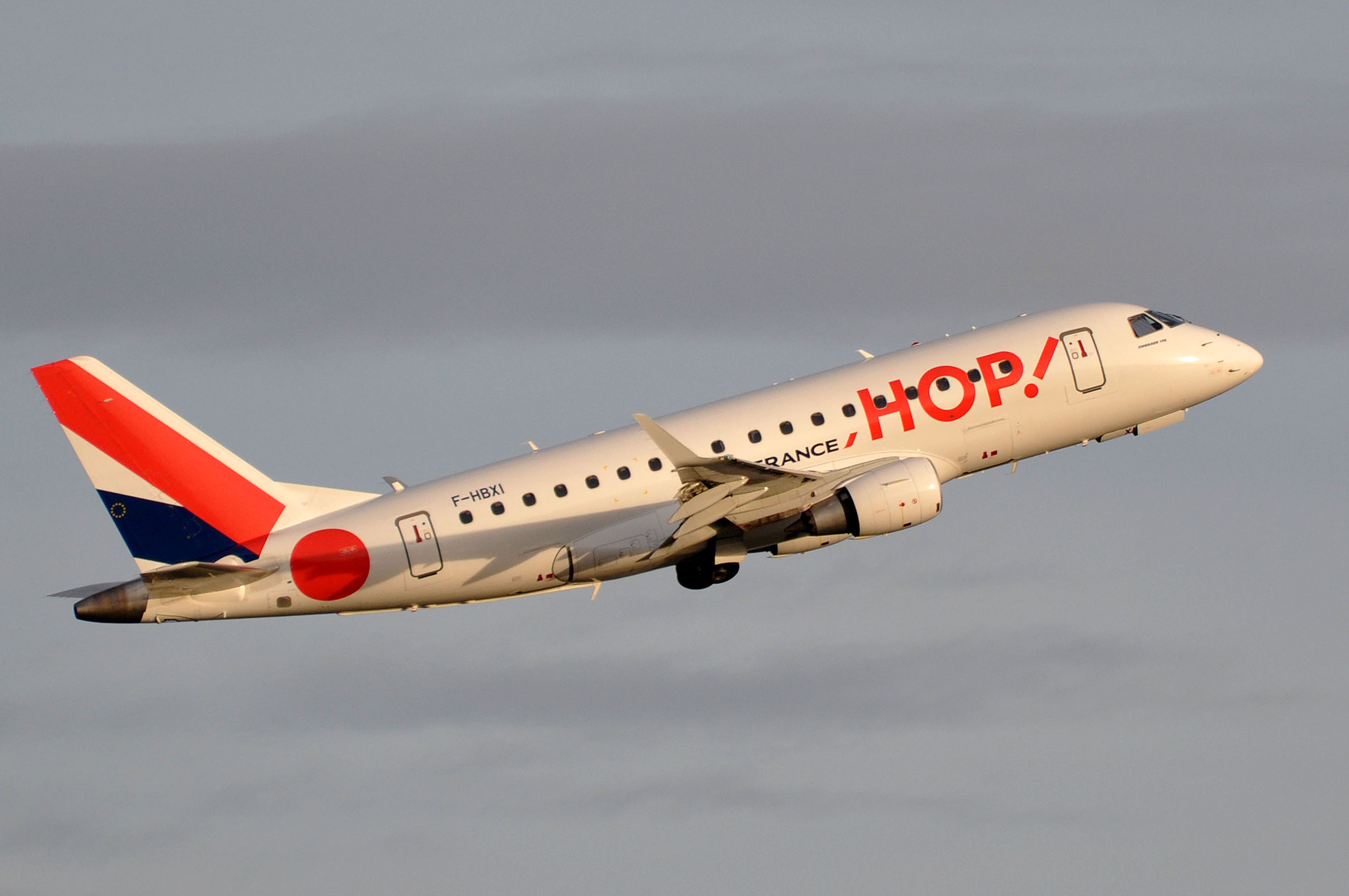
Embraer 170

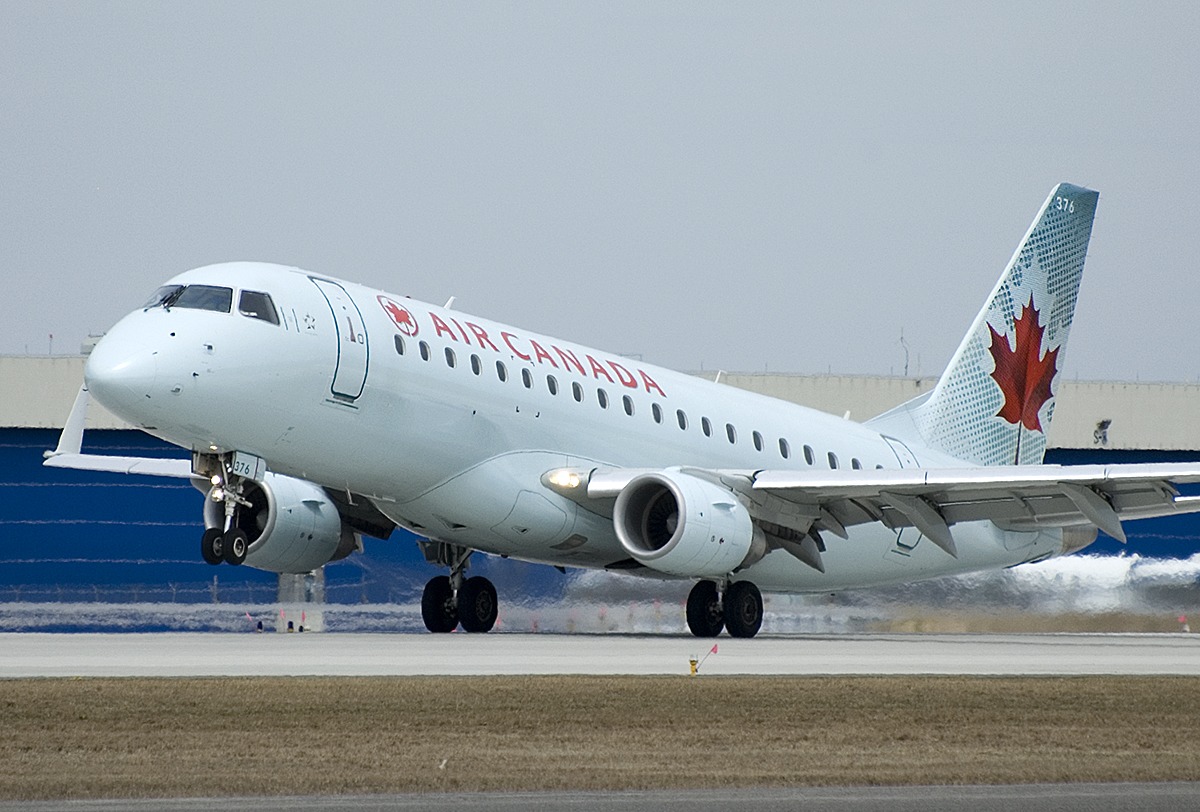
Embraer 175

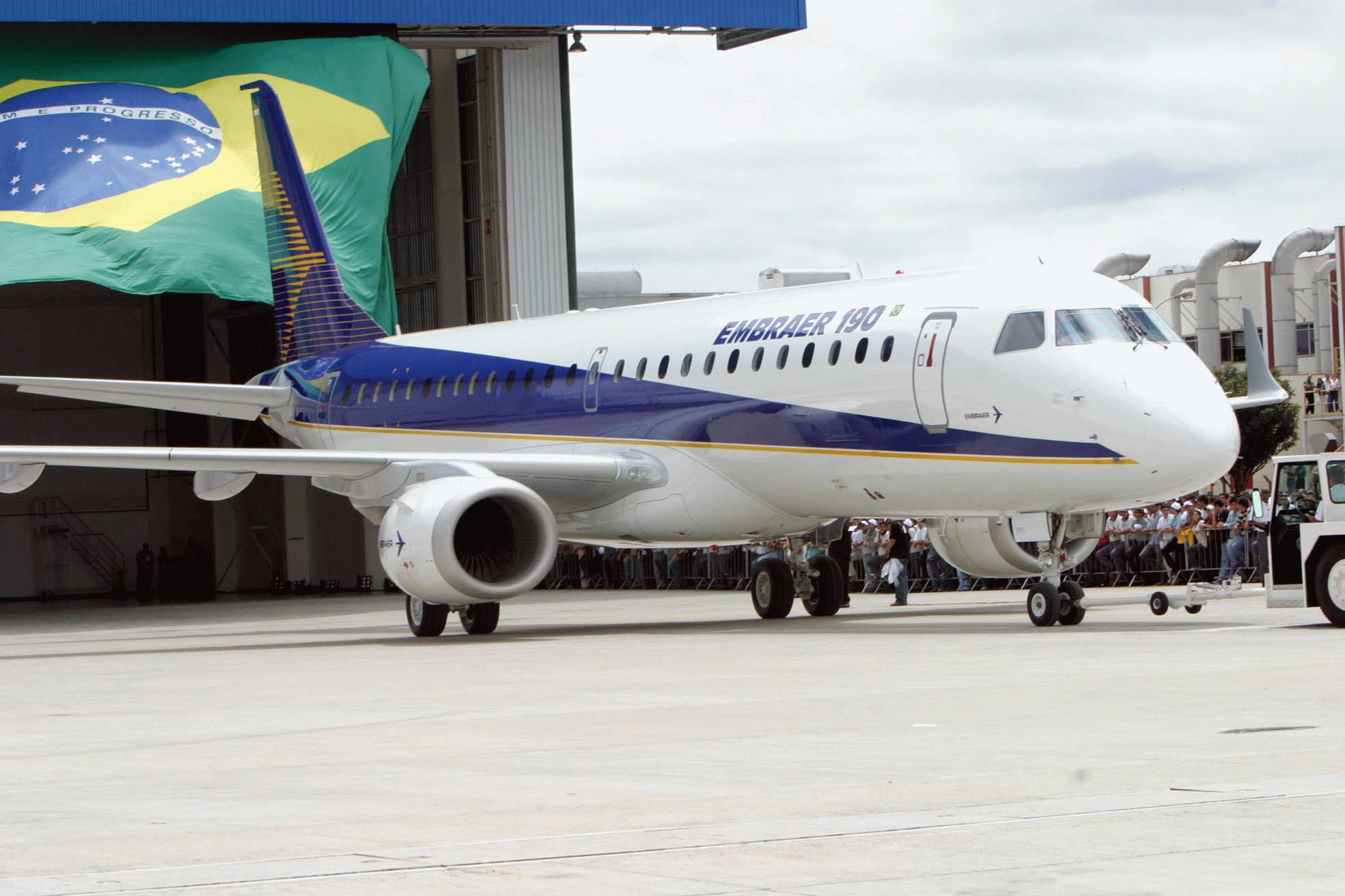
Embraer 190

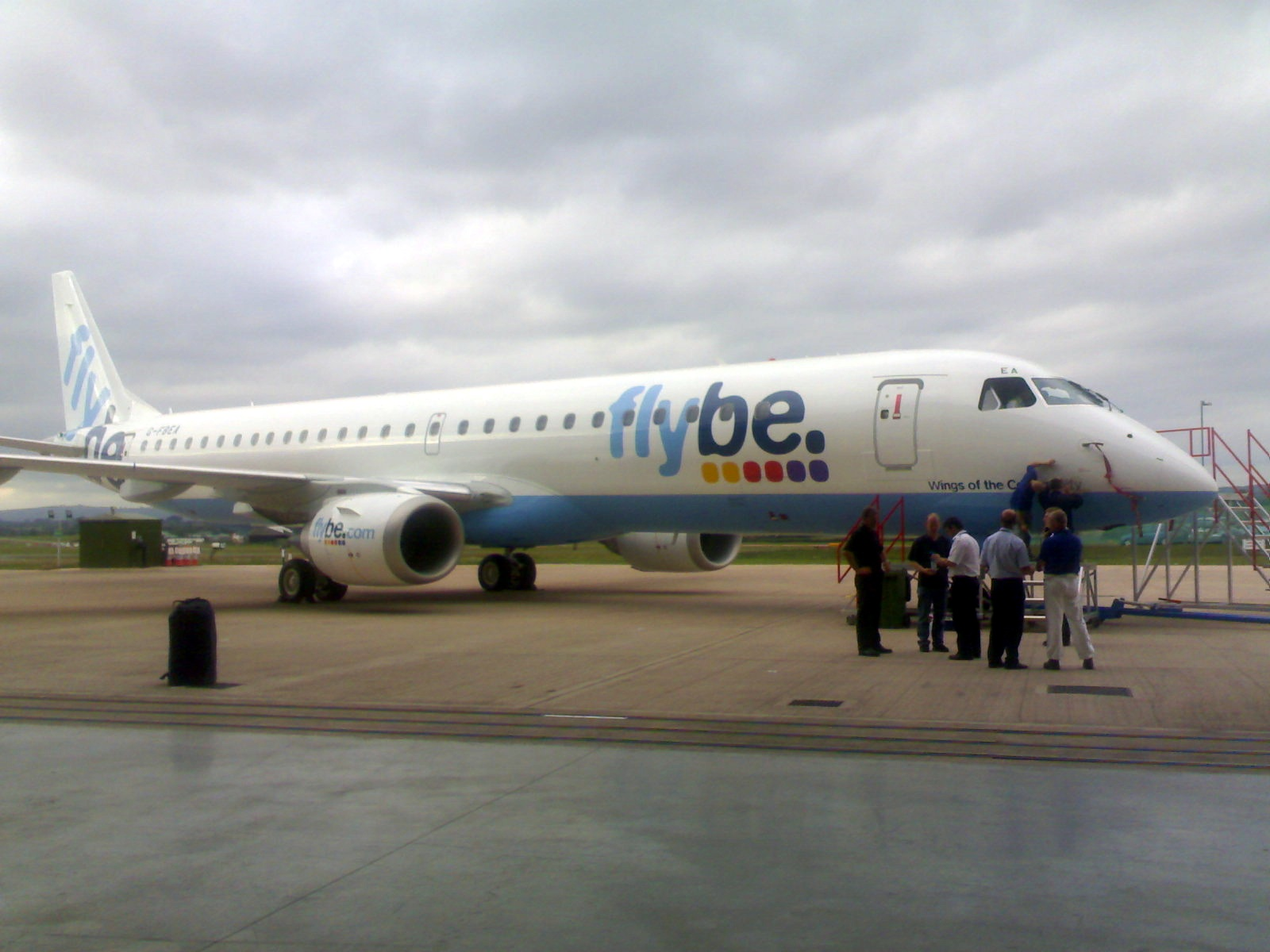
Embraer 195

Gli Embraer E-Jets sono una famiglia di aerei regionali bimotore a reazione, con fusoliera stretta, per voli a corto e medio raggio, prodotti in Brasile da Embraer. Annunciati all'Air Show di Parigi nel 1999, ed entrati in produzione nel 2002.

## Storia del progetto
La famiglia degli Embraer E-Jets è composta da due principali serie di aeromobili commerciali: i più piccoli E-170 ed E-175, che costituiscono il modello base, e gli E-190 e E-195 che ne sono la versione allungata, con motori diversi, ali più grandi e diversa struttura dei carrelli d'atterraggio. Esiste anche una variante business jet chiamata Lineage 1000 e basata sugli E-190.
I modelli 170 e 175 hanno il 95% delle parti in comune, così come i modelli 190 e 195; invece le due serie hanno quasi l'89% di parti comuni, tra cui identica fusoliera e avionica, con la suite EFIS (Electronic Flight Instrument System) Primus Epic di Honeywell.
La serie di aeromobili E-190/195 ha capacità simili alle versioni iniziali del DC-9 e del Boeing 737, che sono sempre stati considerati gli aerei di riferimento. Embraer ha sviluppato per i suoi aerei passeggeri un innovativo disegno a doppia bolla che consente di avere molto spazio nella fusoliera degli E-jets che ospitano file da quattro posti a sedere (2 + 2).

## Impiego operativo
Anche se comunemente denominati con il semplice prefisso "E", gli aerei sono tecnicamente ancora di tipo "ERJ" (Embraer Regional Jet): Embraer tolse infatti il prefisso "ERJ" nella sua pubblicità sin dall'inizio della produzione.
I clienti di lancio dei velivoli sono stati la francese Régional con dieci ordini e cinque opzioni per gli E-170, e la svizzera Crossair con un ordine per 30 E-170 e 30 E-190. Il maggior ordine di E-Jets è stato invece inoltrato dalla statunitense JetBlue Airways con 100 E-190 ordinati e ulteriori 100 opzionati. La compagnia aerea low cost Flybe ha effettuato il lancio degli E-195 con 14 apparecchi ordinati e 12 in opzione.
JetBlue ha stabilito il record per il volo più lungo del modello 190 il 6 novembre 2008, quando l'aereo registrato N239JB, utilizzato nella campagna per le elezioni presidenziali statunitensi del 2008 da John McCain e Sarah Palin, ha compiuto, non-stop, partendo da Anchorage, Alaska (ANC) con arrivo a Buffalo, New York (BUF), un totale di 2 694 miglia nautiche.

## Versioni
| Modello                                  | classe unica (32" pitch)                                 | classe unica (31" pitch)                                 | alta capacità (30" pitch)                                | due classi (38"/31" pitch)                               |
| ---------------------------------------- | -------------------------------------------------------- | -------------------------------------------------------- | -------------------------------------------------------- | -------------------------------------------------------- |
| Embraer E-170 (inizialmente ERJ-170/100) | 70                                                       | 78                                                       | 80                                                       | 70 (6F/64Y)                                              |
| Embraer E-175 (inizialmente ERJ-170/200) | 78                                                       | 86                                                       | 88                                                       | 78 (6F/72Y)                                              |
| Embraer E-190 (inizialmente ERJ-190/100) | 98                                                       | 106                                                      | 114                                                      | 94 (8F/86Y)                                              |
| Embraer E-195 (inizialmente ERJ-190/200) | 108                                                      | 118                                                      | 122                                                      | 106 (8F/98Y)                                             |
| Embraer Lineage 1000                     | versione da trasporto VIP dell'Embraer 190               | versione da trasporto VIP dell'Embraer 190               | versione da trasporto VIP dell'Embraer 190               | versione da trasporto VIP dell'Embraer 190               |
| Embraer KC-390                           | versione da trasporto militare derivata dell'Embraer 190 | versione da trasporto militare derivata dell'Embraer 190 | versione da trasporto militare derivata dell'Embraer 190 | versione da trasporto militare derivata dell'Embraer 190 |

## Utilizzatori
Al giugno 2021, dei 1 646 esemplari consegnati (di entrambe le serie prodotte - E1 ed E2), 1 473 sono operativi.

### Civili
Gli utilizzatori principali sono: 
- United Express (236 esemplari)
- American Eagle Airlines (190 esemplari)
- Delta Connection (132 esemplari)
- Azul Linhas Aéreas (60 esemplari)
- JetBlue Airways (60 esemplari)
- KLM Cityhopper (53 esemplari)
- Tianjin Airlines (52 esemplari)
- Aeroméxico Connect (47 esemplari)
- LOT Polish Airlines (35 esemplari)
- Alaska Airlines (32 esemplari)
- HOP! (32 esemplari)
- J-Air (32 esemplari)
- Horizon Air (30 esemplari)
- Aerolíneas Argentinas (26 esemplari)
- Air Canada Express (25 esemplari)
- BA CityFlyer (23 esemplari)
- Austrian Airlines (17 esemplari)
- GX Airlines (17 esemplari)
- S7 Airlines (17 esemplari)
- Air Dolomiti (26 esemplari)
- Aeroitalia (1 esemplare)
- Airlink (16 esemplari)
- Conviasa (16 esemplari)
- Fuji Dream Airlines (16 esemplari)
- Belavia Belarusian Airlines (15 esemplari)
- Helvetic Airways (15 esemplari)

### Governativi
Gli utilizzatori sono
- Royal Oman Police (1 esemplare)[14]

### Militari
Gli utilizzatori sono:
- Força Aérea Brasileira (2 esemplari)
- Governo della Polonia (2 esemplari)
- Governo del Venezuela (1 esemplare)